# Лучано Ораті
Лучано Ораті (італ. Luciano Orati, нар. 20 липня 1957, Рим) — італійський футболіст, що грав на позиції півзахисника.

## Ігрова кар'єра
У дорослому футболі дебютував 1976 року виступами за команду «Альмас Рома», в якій провів два сезони, взявши участь у 53 матчах Серії D. 
Згодом, 1978 року перейшов у клуб Серії Б «Варезе», де не зумів закріпитись, зігравши лише 4 гри, і змушений був виступати у нижчолігових командах «Местріна» та «Альмас Рома» в Серії C2.
Своєю грою за останню команду привернув увагу представників тренерського штабу клубу «Беневенто», до складу якого приєднався 1981 року. Відіграв за команду з Беневенто наступні чотири сезони своєї ігрової кар'єри. Більшість часу, проведеного у складі «Беневенто», був основним гравцем команди у Серії С1.
1985 року перейшов у «Мессіну», з якою в першому ж сезоні виграв свою групу у Серії С1 і наступні два сезони провів у Серії Б, зігравши 53 матчів і забивши 5 голів. Після цього Ораті повернувся до гри у Серії С1, виступаючи за клуби «Фоджа» та «Бріндізі», а завершив професійну ігрову кар'єру у клубі «Катандзаро», за команду якого виступав протягом 1990—1993 років, вилетівши з командою до Серії С2.

## Досягнення
- Переможець Серії С1: 1985/86
- Переможець Серії D: 1977/78